# Nimfeo
Nimfeo (gr. Νυμφαίο; bułg. Невеска) – miejscowość w Grecji, w administracji zdecentralizowanej Epir-Macedonia Zachodnia, w regionie Macedonia Zachodnia, w jednostce regionalnej Florina. Historyczna siedziba gminy Amindeo. W 2011 roku liczyła 132 mieszkańców.
W przeszłości była to miejscowość, którą w 1895 zamieszkiwało 3.500 mieszkańców. W 2001 było ich już tylko 413 (dane ze spisu z 2001), z czego większość to byli Wołosi. W 2005 w miejscowości znajdowało się jedynie ok. 50 stałych mieszkańców. Powodem ubytku mieszkańców jest ich migracja do większych miast.
W Nimfeo funkcjonuje 6 hoteli co wiąże się ze sporym zainteresowaniem turystów tym dawnym miastem. Znajduje się tu również muzeum kulturalne, cerkiew oraz cmentarz prawosławny pochodzący z przełomu XVIII oraz XIX wieku. Nimfeo zostało umieszczone na liście miejsc, które podlegają ochronie przez greckie Ministerstwo Kultury.